# 七千人大会
擴大的中央工作會議，是中国共产党于1962年1月11日至2月7日召开的会议，在時任中國共產黨中央委員會主席毛澤東的主持下在北京召開。參加會議的有中共中央和中央各部門、各中央局、各省、市、地、縣的主要負責人以及一些重要廠礦和部隊的負責幹部，共有7118人，因此這次大會又稱“七千人大会”。
七千人大会主要讨论“大跃进”带来的大饥荒的问题，提倡“批评和自我批评”，以及“民主集中制”。会议期间，时任中国国家主席、中共中央副主席刘少奇将三年困难时期的大饥荒成因归结为“三分天灾，七分人祸”，毛泽东等人在会上作了自我批评。但毛泽东、林彪与刘少奇等中央高层对大跃进的错误存在分歧，成为文化大革命爆发的最初伏笔。七千人大會後，“三面红旗”的指导地位下降、“八字方针”地位上升，中國大陸的大饥荒問題有所緩和，毛泽东一度退居二线，由刘少奇、邓小平等人主持中央日常事务。

## 背景
1958年到1961年的大跃进與人民公社运动的失败，使得中國经济遭受空前的浩劫，饥荒蔓延全国，造成了中国共产党执政以来的最大危机。1961年底，中共中央正在召開工作會議，為七千人大會做準備，總結建國以來主要是1958年以來之經驗:24。11月12日晚，毛澤東在聽取中央局第一書記會議之情況彙報時說：全國人大決定不開了，召集縣委書記來開個會:291。11月16日，中共中央發出《關於召開擴大的中央工作會議的通知》：1958年以來，在中央和地方之工作中間，發生缺點和錯誤，並且產生不正確觀點和作風，妨礙著克服困難，必須召開一次較大規模之會議來統一思想認識:291。12月20日至1962年1月10日，中央工作會議在北京召開，為七千人大會做充分準備:294。
1962年初召开的七千人大会，可以說是中国共产党历史上规模最大的一次重要会议。毛澤東召開七千人大会的目的原本是要求反对“分散主义”，加强集中统一，以順利推动粮食徵購。1962年1月11日至2月7日，中国共产党在北京召开自成立以來规模最大的中央工作会议，出席會議的負責幹部共七千多人，故習慣稱為「七千人大會」:291。

## 第一階段
1962年初召开的七千人大会，对大跃进以来经验進行“初步总结”。中共中央主席毛澤東主持了這次會議，出席会议的有中央、中央局、省、地、县（包括重要厂矿）五级领导干部，在人民大會堂開會。由於人數眾多，楊尚昆將7118人出席人員按省劃分為35組，再按地區劃分為400多個小組，再由副手龔子榮指派35位專人，分別到各組去了解情況。並於當天晚上向楊尚昆和田家英進行匯報。大會正式召開前二天，1月9日，由中共中央副主席、國家主席劉少奇依照慣例先行召開小型工作會議審議書面報告。
1月11日，在不舉行開幕典禮的情況下，劉少奇代表中央作了書面報告。報告對建國以來12年的工作，特別是大躍進以來的工作經驗和教訓進行了總結。这份书面报告由刘少奇起草；第一稿曾送毛泽东审阅，毛泽东没有看完，但表示赞成“这个方向”，并提出不用交政治局审议，直接发给大会进行讨论。在讨论中，与会者议论纷纷。为了充分听取大家的意见，大会一面延长会期，自1月11日到24日，整整討論了14天；一面又于1月16日在毛澤東指示下又成立一個21人起草委員會，包括周恩來、陳雲、彭真、李富春、李先念、薄一波、陳伯達、柯慶施、宋任窮、烏蘭夫、陶鑄、劉瀾濤、李井泉、王任重、吳冷西、田家英，对报告进行全面讨论和修改，“先談談主要矛盾是什麼，統一思想之後，再寫稿子”。1月18日，彭真在发言时称“我们的错误首先是中央书记处负责，包括不包括(毛)主席、(刘)少奇和中央常委的同志？”彭真接着说：“毛主席的威信不是珠穆朗玛峰，也是泰山，拿走几吨土，还是那么高；是东海的水，拉走几车，还有那么多。现在党内有一种倾向，不敢提意见，不敢检讨错误。一检讨就垮台。如果毛主席的百分之一、千分之一的错误不检讨，将给我们党留下恶劣影响。省市要不要把责任都担起来？担起来对下面没有好处，得不到教训。各有各的账，从毛主席直到支部书记。” 而1月19日会议一开始，陈伯达就抢着发言，称彭真关于毛主席的话值得研究，我们做了许多乱七八糟的事情，是不是要毛主席负责？是不是要检查毛主席的工作？
1月25日下午，刘少奇在中南海怀仁堂主持召开了有各省市第一书记及中央各部部长参加的中央政治局扩大会议，讨论书面报告。会议进行了3个多小时，朱德、董必武、陈毅、邓子恢、谢觉哉、王震、张鼎丞等人发言，最后，仍由刘少奇作总结。刘少奇对书面报告的修改作了几点说明。他说：有几件事报告不提了，有些是因为达不到，有些是因为现在还看不清楚。
- 第一件“不提了”就是关于“赶英超英”的问题。他说：15年赶上英国，超过英国，这个报告上没有讲。我们起草委员会讨论过这个问题，头一次是写上去了，第二次说还是不写好。15年赶上英国，原来是这样提的：15年或者更多一点时间，在主要工业产品的产量方面赶上或者超过英国。这个口号用不着去改，用不着取消，我们做得好，到15年的时候赶上了，就赶上了，没有赶上，也没有什么不得了，更多一点时间，多几年就是了。
- 第二件“不提了”是在书面报告中，《农业发展纲要》四十条也没有讲。即《1956年到1967年全国农业发展纲要》，特别是“四五八”：到1967年耕地达到400斤、500斤、800斤，这个问题，还需要再去进行调查研究。《农业发展纲要》四十条，我们现在不提，但是不取消。12年做不到，加几年就是了。
- 第三件“不提了”是关于人民公社“一大二公”的问题。有的同志提出，人民公社“一大二公”到底如何呀？现在基本核算单位搞到小队去了，基本核算单位越来越小，还“一大二公”，这个现象似矛盾。现在情况是这样的，这个问题，现在还解释不清楚。但是等到将来人民公社发展起来以后，还是“一大二公”。所以，这个口号也不取消，但是也不着重讲。

一直到27日，才將反复討論的報告做最後定稿，刊发全會。原定在刘少奇作完报告后宣布散會，預定1月30日或31日结束，31日晚代表即可回家过春節。
然而早在1月13日，毛澤東指示國家主席劉少奇除了書面報告外還要有口頭報告，接著又安排另一位中国共产党副主席林彪緊接著劉少奇在1月29日作口頭講話。1月27日，舉行全體大會，毛澤東主持，劉少奇作口頭報告：國際形勢、國內形勢、集中統一問題、黨的作風問題:302。劉少奇報告：“同志们：我代表中央向这次扩大的中央工作会议提出了一个书面报告，现在，在这个书面报告的基础上，我再讲几个问题……”劉少奇在擴大的中央工作會議上說，在湖南問農民困難是甚麼原因，他們說是「三分天災、七分人禍」，並稱不能到處把缺點錯誤和成績，比之於毛澤東經常講一個指頭和九個指頭之關係:302-303。劉少奇根據政治局常委討論過的提綱作口頭報告，並講了一番跟書面報告迥然不同的話，劉說“三面紅旗，我們現在都不取消，都繼續保持……但是再經過五年、十年以後，我們再來總結經驗。”他反覆重申“不是路線錯誤，是執行總路線的具體政策、具體工作中犯了錯誤”的話，劉還說成績大還是錯誤大“兩者的關係，可能不是一個手指頭和九個手指頭的關係，而是三個手指頭和七個手指頭的關係，或者比例更加懸殊”。
1月29日，繼續開全體大會，毛澤東主持，其中林彪的講話帶有濃厚個人崇拜色彩：「我深深感覺到，我們的工作搞得好一些的時候，是毛主席的思想能夠順利貫徹的時候，毛主席的思想不受干擾的時候。如果毛主席的意見受不到尊重，或者受到很大的干擾的時候，事情就要出毛病。」:303-304毛澤東說：「我相信能解決上下通氣的問題。有一個省的辦法是，白天出氣，晚上看戲，兩乾一稀，大家滿意。（全場活躍，鼓掌）我建議讓人家出氣。不出氣，統一不起來。沒有民主，就不可能有集中。因為氣都沒有出嘛，積極性怎麼調動起來？……不管是正確之氣、錯誤之氣，不掛賬，不打擊，不報復。你駡了我，我整你一下，這是不許可的。要建立民主集中制。講了幾十年馬克思主義，我們黨內生活的民主集中制沒有很好建立起來，民主集中制的思想在有些同志腦筯裡沒有產生，沒有民主。」:305-306下午，许多代表反映，還有話要說。毛泽东和政治局常委商量，决定延长会期。於是七千人大會進入第二階段。

## 第二階段
第二階段從1月30日到2月7日，由於許多地方幹部不滿，毛澤東最後決定召開“出氣會”，大家留在北京過春節，並号召发扬民主。毛澤東還說：“不負責任，怕負責任，不許人家講話，老虎屁股摸不得，凡是採取這種態度的人，十個就有十個要失敗。”在召開出氣會的同時，曾經穿插了幾次大會，中央政治局有幾位常委上台講話。劉少奇的講話在與許多幹部激起強烈共鳴，小組人員爭先發言。楊尚昆後來回憶：“大家一致對少奇同志的報告滿意，特別滿意會議的開法。”這時毛澤東不得不將他的老搭檔林彪請出來。林彪在七千人大會上直言现在的困难“恰恰是由于我們有許多事情沒有按照毛主席的指示去做而造成的，如果按毛主席的指示去做，如都聽毛主席的話，那麼困難會小的多，彎路會彎得小些。”林彪身體向來不好，不耐繁劇，但當場足足講了二個小時之久，林彪講完話，毛澤東鼓掌叫好，並要求劉少奇整理記錄下來。1月30日毛澤東接著林彪講話，在七千人大會發表即席演講。在3月20日，毛澤東還親自修改林彪發言修訂稿，前後看了三遍。2月7日（大年初三），七千人大會最後一天，周恩來講國民經濟存在困難和克服之辦法等問題；在通過劉少奇書面報告之決議後，由毛澤東宣佈大會閉幕:312。七千人大會，有些批評指名道姓，包括對毛澤東之指名批評；在全體會上，毛澤東、周恩來、鄧小平作自我批評，深深感動全體與會者；通過會議，大家精神振奮，團結一致，積極投入到恢復和發展生產、克服經濟困難之鬥爭。:312-313。

## 闭幕大会
2月11日举行闭幕大会，闭幕大会由毛泽东主持。大会一开始，毛泽东就请国务院总理周恩来讲话。周恩来在讲话中，表示拥护毛泽东的讲话，拥护大会的报告，赞扬了林彪的讲话。同时，他还在讲话中对如何克服困难，提出了一些具体的措施，如精简机构、压缩城市人口、缩短基本战线、搞好市场供应等等。然后，毛泽东请中央书记处总书记邓小平讲话，邓小平讲了党的工作，民主集中制等问题，但他没有提到林彪的讲话。接下来，毛泽东请国务院副总理陈云讲话，陈云回答说：“我没有什么好讲的。”毛泽东立马说：“陈云同志向来谨慎，是不轻易讲话的。现在没有要讲的，到要讲的时候再讲。”七千人大会结束之后，毛泽东常常提到的一句话就是：“党外无党，帝王思想。党内无派，千奇百怪。”

## 會後
不久，劉少奇發現1961年實際上存在著30多億之財政赤字，如不採取措施，1962年之財政有出現更大赤字之危險；2月21日至2月23日，劉少奇在中南海西樓會議室主持召開中央政治局常委擴大會議（後稱西樓會議）；應劉少奇要求，陳雲在2月23日之會議上講話，分析目前財政經濟方面之困難，同時提出六條克服困難之意見：
1. 把十年經濟規劃分為兩個階段，前一階段是恢復階段，後一階段是發展階段；
2. 減少城市人口，精兵簡政；
3. 採取一切辦法制止通貨膨脹；
4. 盡力保證城市人民的最低生活需要；
5. 把一切可能的力量用於農業增產；,
6. 計劃機關的主要注意力，應該從工業、交通方面，轉移到農業增產和制止通貨膨脹方面來[17]:313。

西樓會議是七千人大會之繼續:314。2月23日刘少奇在西楼会议上批评七千人大会“对困难情况透底不够，有问题不愿揭，怕说漆黑一团！”陈云同意这个判断，并列举了五个方面的困难和六个方面的应对措施。劉少奇還曾提到：历史上人相食，是要上书的，是要下“罪己诏”的。2月26日，國務院召開有各部委黨組成員參加的會議，陳雲在會議上報告《目前財政經濟情況和克服困難的若干辦法》，再度闡述西樓會議的內容。鄧力群回憶當時：“會議的氣氛超乎想象地熱烈。”

## 評價
在中華人民共和國官方出版的毛澤東傳記中，一致認為毛澤東在會中主動承擔大躍進中錯誤的責任，毛澤東在這一次大會上提倡民主集中制，並以三不主義（不抓辮子、不戴帽子、不打棍子）鼓勵與會代表講真話。但林彪有意在维护毛泽东，認為“三面红旗是正确的”。換周恩來讲话時同樣指出：“不是三面红旗本身的问题。缺点和错误，恰恰是由于违反了总路线所确定的正确方针，违反了毛主席的许多宝贵的、合乎实际而又有远见的意见才发生的。”鄧小平指出：“總的說來，毛主席歷次反映我們根本路線、政策的議論，是正確的，但我們有若干具體政策措施，與指導思想相違背。” 然而在1962年8月的北戴河会议及9月召开的中共八届十中全会上，毛泽东就重提阶级斗争，痛批七千人大会体现的“黑暗风”、“单干风”和“翻案风”，四年后的1966年中国大陸爆發了文化大革命，将七千人大会的主导者刘少奇，邓小平，彭真等人肃清。
七千人大會基本上仍肯定三面紅旗，劉少奇的報告對毛澤東仍是尊重的，但劉少奇的“口頭報告”使劉、毛之間產生了真正的分歧。一般認為大會期間黨主席毛澤東與國家主席劉少奇之間的矛盾衝突，已為1966年即將爆發的文化大革命埋下了伏筆。事實上，毛澤東確實是不滿意的。1964年8月20日，毛泽东在北戴河同中共华北局第一书记李雪峰等人談話時提到：“七千人大会有纲，也有目，把一些缺点错误讲得严重了一些，以后在4、5月更讲得严重。” 1967年2月3日，毛泽东同阿尔巴尼亚代表团团长巴卢库的谈话中就提到：“多少年来，我们党内的斗争没有公开化。比如七千人大会时，我说修正主义要推翻我们，如果我们现在不注意，不进行斗争，少则几年、十几年，多则几十年，中国会要变成法西斯专政的。在那个时候已经看出问题来了。” 已隱約透露毛澤東對劉少奇的不滿。

## 扩展阅读
- 《變局——中國七千人大會始末》，張素華，中國青年出版社。

## 外部連結
- 《在扩大的中央工作会议上的讲话》毛泽东 （页面存档备份，存于），马克思主义文库
- 《刘少奇选集（下）》 （页面存档备份，存于），马克思主义文库
- 陳永發：〈毛澤東與七千人大會：民主發揚還是文革預演？（页面存档备份，存于）〉
- 七千人大会（页面存档备份，存于），中国共产党新闻网